# Tushy Raw (серия фильмов)
Tushy Raw (также Tushy RAW и Tushy Raw V.) — серия американских порнографических фильмов студии Tushy, снятых в тематике анального секса под одноимённым брендом Tushy Raw.

## Описание
Как и в подавляющем большинстве серий порнографических фильмов, каждый фильм Tushy Raw состоит из четырёх сцен, ранее выходивших на официальном сайте бренда — TushyRaw.com. Серия снята в аналогичном Blacked Raw стиле любительских секс-видео с соответствующей любительской съёмке затемненным освещением (отсюда Raw — сырой, необработанный). В отличие от Blacked Raw, сцены которого сняты в жанре межрасовой порнографии, Tushy Raw полностью посвящён тематике анального секса. Помимо пары актёр-актриса в фильмы серии также включаются сцены ЖМЖ- и МЖМ-триолизма. Сайт бренда был открыт в конце 2018 года и наряду с Blacked Raw входит в состав студий и брендов Vixen Media Group.

## Отзывы и награды
Джонни Бэннион из XBIZ очень положительно высказался о первом фильме серии, в заключение назвав его «блистательным материалом». Рецензент сайта Adult DVD Talk поставил Tushy Raw V1 пять звёзд из пяти, назвав его «необыкновенным и потрясающим фильмом». Последующие фильмы также получили хорошие отзывы рецензентов с сайта XBIZ. Дон Хуан Демарко из XCritic в своей рецензии на пятый фильм высоко оценил сцену с участием Иззи Лаш, привлекательность остальных актрис, подбор одежды и макияж, но критически отозвался о слаженности действий и актёрах. Наоми Лерой из AVN оценила седьмой фильм серии на четыре звезды из пяти, похвалив высокое качество съёмки.
В январе 2020 года серия была награждена премией AVN Awards в категории «Лучший анальный сериал или канал». В середине декабря этого же года двенадцатый фильм серии был награждён NightMoves Award в категории «Лучший анальный фильм». В середине января 2021 года серия была удостоена премии XBIZ Award в категории «Гонзо-сериал года». В октябре 2021 года девятнадцатый фильм был отмечен премией NightMoves Award в категории «Лучший анальный фильм». В этом же месяце серия была удостоена XRCO Award в категории «Лучший гонзо-сериал». В январе 2022 года серия во второй раз была отмечена премией XBIZ Award в категории «Гонзо-сериал года». Также во второй раз была отмечена премией AVN Awards в категории «Лучший анальный сериал или канал».

## Список фильмов
| Год  | Фильм         | Актёрский состав |
| ---- | ------------- | --- |
| 2019 | Tushy Raw V1  | Анджела Уайт, Кензи Ривз, Райли Рид, Тори Блэк, Альберто Бланко, Маркус Дюпри и Мик Блу                                                           |
| 2019 | Tushy Raw V2  | Лина Пол, Райли Стил, Эбигейл Мэк, Эмили Уиллис, Алекс Джонс, Альберто Бланко, Джастин Хант и Маркус Дюпри                                        |
| 2019 | Tushy Raw V3  | Абелла Дейнджер, Адриана Чечик, Адрия Рэй, Кейси Калверт, Альберто Бланко и Маркус Дюпри                                                          |
| 2019 | Tushy Raw V4  | Анастасия Найт, Асуна Фокс, Джоанна Энджел, Наоми Суонн, Альберто Бланко, Маркус Дюпри, Стив Холмс и Эйс Панзора                                  |
| 2019 | Tushy Raw V5  | Иззи Лаш, Каролина Свитс, Серена Эйвери, Шанель Шорткейк, Альберто Бланко, Маркус Дюпри, Мик Блу и Стив Холмс                                     |
| 2019 | Tushy Raw V6  | Вики Чейз, Габби Картер, Литтл Каприс, Эви Лав, Джейсон Лав, Крисс Строукс, Маркус Дюпри, Марчелло Браво и Мик Блу                                |
| 2019 | Tushy Raw V7  | Ариана Мари, Елена Кошка, Карла Куш, Мэззи Грейс, Логан Лонг, Маркус Дюпри и Мик Блу                                                              |
| 2019 | Tushy Raw V8  | Джесса Роудс, Джейд Найл, Сахара Скай, Хлоя Черри, Кай Тейлор, Крисс Строукс, Маркус Дюпри и Стив Холмс                                           |
| 2019 | Tushy Raw V9  | Джейн Уайлд, Джиа Дерза, Пейдж Оуэнс, Эшли Лэйн, Альберто Бланко, Маркус Дюпри и Мик Блу                                                          |
| 2020 | Tushy Raw V10 | Вина Скай, Зои Блум, Кендра Спейд, Лекси Дона, Альберто Бланко, Джастин Хант, Мик Блу и Стив Холмс                                                |
| 2020 | Tushy Raw V11 | Бри Дэниелс, Джей Саммерс, Изабель Мун, Кенна Джеймс, Альберто Бланко, Маркус Дюпри, Оливер Флинн и Смолл Хэндс                                   |
| 2020 | Tushy Raw V12 | Ариетта Адамс, Ребел Линн, Скайлар Вокс, Эмма Хикс, Маркус Дюпри, Мик Блу, Оливер Флинн и Стив Холмс                                              |
| 2020 | Tushy Raw V13 | Анни Аврора, Бренна Спаркс, Лина Андерсон, Слоун Харпер, Логан Лонг, Маркус Дюпри, Мик Блу и Стив Холмс                                           |
| 2020 | Tushy Raw V14 | Голди Раш, Карла Куш, Лана Рой, Уитни Райт, Химэ Мари, Кристиан Клэй, Маркус Дюпри, Мик Блу и Стив Холмс                                          |
| 2020 | Tushy Raw V15 | Дана Вульф, Кира Нуар, Лекси Лор, Наталья Старр, Маркус Дюпри, Мик Блу, Оливер Флинн и Стив Холмс                                                 |
| 2020 | Tushy Raw V16 | Зои Блум, Кендра Спейд, Кира Крофт, Хармони Уандер, Эмили Уиллис, Маркус Дюпри, Мик Блу, Оливер Флинн и Роб Пайпер                                |
| 2020 | Tushy Raw V17 | Алисия Уильямс, Лика Стар, Стелла Флекс, Хлоя Фостер, Эмбер Сноу, Майк Анджело, Мик Блу, Оливер Флинн и Стив Холмс                                |
| 2020 | Tushy Raw V18 | Анни Аврора, Наоми Суонн, Сахара Скай, Сесилия Лайон, Эйвери Кристи, Джесси Джонс, Майкл Стефано и Оливер Флинн                                   |
| 2021 | Tushy Raw V19 | Адриана Чечик, Джина Джерсон, Мэри Рок, Хлоя Амур, Джесси Джонс, Лео Казанова, Мик Блу и Оливер Транк                                             |
| 2021 | Tushy Raw V20 | Алексис Тэй, Белла Грей, Елена Ведем, Неля, Элиза Ибарра, Лео Казанова, Мик Блу, Оливер Транк и Оливер Флинн                                      |
| 2021 | Tushy Raw V21 | Алесия Фокс, Аня Олсен, Белла Ролланд, Габби Картер, Дана Деармонд, Софи Смайл, Крис Даймонд, Лео Казанова, Мик Блу и Оливер Флинн                |
| 2021 | Tushy Raw V22 | Адира Аллюр, Пейдж Оуэнс, Пенелопа Кам, Эльза Джин, Эшли Лэйн, Крис Даймонд, Кристиан Клэй, Мик Блу и Оливер Флинн                                |
| 2021 | Tushy Raw V23 | Агата Вега, Джиа Дерза, Кира Нуар, Стефани Мун, Хинебра Беллуччи, Эвелина Дарлинг, Кристиан Клэй, Лео Казанова, Мик Блу и Оливер Флинн            |
| 2021 | Tushy Raw V24 | Блэр Уильямс, Стефани Кайлер, Талия Минт, Хейли Рид, Эмили Кристал, Альберто Бланко, Кристиан Клэй, Мик Блу и Оливер Флинн                        |
| 2021 | Tushy Raw V25 | Аня Крей, Венера Максима, Мэрилин Шугар, Райдер Рэй, Энди Роуз, Альберто Бланко, Кристиан Клэй, Мик Блу и Оливер Флинн                            |
| 2021 | Tushy Raw V26 | Анджелика Грейс, Вайолет Старр, Изабель Дельтор, Кензи Ривз, Лия Ли, Кай Тейлор, Мануэль Феррара, Мик Блу и Оливер Флинн                          |
| 2021 | Tushy Raw V27 | Клеа Готье, Лиз Джордан, Мэдди Мэй, Саша Роуз, Альберто Бланко, Майк Анджело, Мик Блу и Оливер Флинн                                              |
| 2021 | Tushy Raw V28 | Дарья Куэсс, Лулу Чу, Лэйси Лондон, Милена Деви, Саша Спэрроу, Альберто Бланко, Мик Блу, Оливер Транк и Оливер Флинн                              |
| 2021 | Tushy Raw V29 | Бриджит Би, Марика Хейз, Спенсер Брэдли, Хлоя Капри, Антон Харден, Маркус Дюпри, Мик Блу и Оливер Флинн                                           |
| 2022 | Tushy Raw V30 | Дженни Долл, Иззи Лаш, Лили Лу, Хейли Рид, Альберто Бланко, Дэнни Маунтин, Мануэль Феррара, Мик Блу и Оливер Флинн                                |
| 2022 | Tushy Raw V31 | Амалия Дэвис, Лавения Лакс, Сандра Люберц, Эмма Хикс, Альберто Бланко, Мануэль Феррара, Мик Блу, Оливер Транк и Оливер Флинн                      |
| 2022 | Tushy Raw V32 | Кайса Норд, Кейси Калверт, Никки Свит, Райли Стил, Эйвери Джейн, Альберто Бланко, Мануэль Феррара, Мик Блу и Оливер Флинн                         |
| 2022 | Tushy Raw V33 | Алексис Кристал, Шарлотта Синс, Эйприл Олсен, Элис Пинк, Альберто Бланко, Мануэль Феррара, Мик Блу и Оливер Флинн                                 |
| 2022 | Tushy Raw V34 | Кайли Ле Бо, Николь Доши, София Бёрнс, Эйнджел Эмили, Альберто Бланко, Мануэль Феррара, Мик Блу и Оливер Флинн                                    |
| 2022 | Tushy Raw V35 | Джианна Диор, Кайен Кляйн, Кейт Кеннеди, Эшли Рэд, Маркус Дюпри, Мик Блу и Оливер Флинн                                                           |
| 2022 | Tushy Raw V36 | Валентина Наппи, Габриэлла Палтрова, Джинджер Грей, Мэрилин Кристал, Альберто Бланко, Мануэль Феррара, Мик Блу и Оливер Флинн                     |
| 2022 | Tushy Raw V37 | Лив Ривампед, Лика Стар, Лия Сильвер, Мона Азар, Хейзел Мур, Альберто Бланко, Мануэль Феррара, Милан и Оливер Флинн                               |
| 2022 | Tushy Raw V38 | Банни Мэдисон, Джесс Пони, Наташа Найс, Эмма Старлетто, Мануэль Феррара, Мик Блу, Оливер Флинн и Улан                                             |
| 2022 | Tushy Raw V39 | Дестини Крус, Кармен Карма, Кэти Куш, Черри Кисс, Альберто Бланко, Маркус Дюпри, Мик Блу, Оливер Флинн и Улан                                     |
| 2022 | Tushy Raw V40 | Майя Вульф, Пенелопа Кэй, Роми Инди, Эвелин Пейн, Кристиан Клэй, Оливер Флинн и Улан                                                              |
| 2022 | Tushy Raw V41 | Белла Ролланд, Лина Андерсон, Николь Ария, Оливия Спаркл, Саванна Бонд, Алекс Джонс, Альберто Бланко, Мик Блу и Улан                              |
| 2022 | Tushy Raw V42 | Джессика Райан, Зои Спаркс, Иви Риз, Мэри Бамбола, Алекс Джонс, Кристиан Клэй, Мик Блу и Оливер Флинн                                             |
| 2023 | Tushy Raw V43 | Кэндис Дэр, Скарлетт Джонс, Томми Кинг, Хани Хейз, Альберто Бланко, Дэн Дэмидж, Мик Блу и Оливер Флинн                                            |
| 2023 | Tushy Raw V44 | Кенна Джеймс, Лина Лукса, Пенелопа Вудс, Пристин Эдж, Альберто Бланко, Мик Блу, Оливер Флинн и Улан                                               |
| 2023 | Tushy Raw V45 | Айли Энн, Джиа Лисса, Кейси Калверт, Скарлетт Алексис, Дэн Дэмидж, Кристиан Клэй, Мик Блу и Оливер Флинн                                          |
| 2023 | Tushy Raw V46 | Лили Старфайр, Литтл Дрэгон, Рика Фейн, Теодора Дэй, Винс Картер, Дэн Дэмидж, Мик Блу и Оливер Флинн                                              |
| 2023 | Tushy Raw V47 | Дэйзи Стоун, Келли Коллинз, Лекси Лор, Мэри Рок, Сия Сиберия, Холли Молли, Альберто Бланко, Винс Картер, Данте Колле, Маркус Дюпри и Оливер Флинн |
| 2023 | Tushy Raw V48 | Дженнифер Уайт, Кори Чейз, Кики Клут, Сара Джесси, Алекс Джонс, Оливер Флинн и Улан                                                               |
| 2023 | Tushy Raw V49 | Ава Синклер, Брианна Бурбон, Хонор Мэй, Эмма Рози, Альберто Бланко, Дэн Дэмидж, Мик Блу и Оливер Флинн                                            |
| 2023 | Tushy Raw V50 | Алекс Кейн, Завади, Оливия Мэдисон, Эмма Сайрус, Винс Картер, Дэн Дэмидж, Мик Блу и Улан                                                          |

## Режиссёры фильмов
| Режиссёр(-ы)                                         | Фильмы                                                |
| ---------------------------------------------------- | ----------------------------------------------------- |
| Дерек Дозер                                          | V1, V2, V4, V5, V8, V9, V11, V12, V29, V38, V48       |
| Дерек Дозер, Джонни Даркко                           | V6, V7, V13                                           |
| Алекс Айкстер, Дерек Дозер                           | V10, V14, V25, V28, V30, V31, V34, V35, V37, V39, V42 |
| Дерек Дозер, Джакоби Кинг, Кей Джи Би                | V15, V18                                              |
| Дерек Дозер, Кей Джи Би                              | V16                                                   |
| Алекс Айкстер, Дерек Дозер, Кей Джи Би               | V17, V21, V24, V26, V27, V33, V40—41, V43—45          |
| Алекс Айкстер, Джакоби Кинг, Кей Джи Би              | V19                                                   |
| Алекс Айкстер, Кей Джи Би                            | V20, V23                                              |
| Алекс Айкстер, Джонни Даркко, Кей Джи Би             | V22                                                   |
| Алекс Айкстер, Дерек Дозер, Джакоби Кинг, Кей Джи Би | V32                                                   |
| Алекс Айкстер, Дерек Дозер, Джакоби Кинг             | V36                                                   |
| Дерек Дозер, Джулия Гранди                           | V46                                                   |
| Алекс Айкстер, Дерек Дозер, Джулия Гранди            | V47                                                   |
| Дерек Дозер, Джулия Гранди, Кей Джи Би               | V49, V50                                              |

## Награды и номинации
| Год  | Награда          | Результат | Категория                                                                    | Фильм                                    |
| ---- | ---------------- | --------- | ---------------------------------------------------------------------------- | ---------------------------------------- |
| 2020 | AVN Award        | Победа    | Лучший анальный сериал или канал                                             | Tushy Raw V.                             |
| 2020 | AVN Award        | Номинация | Лучшая сцена двойного проникновения (Вики Чейз, Джейсон Лав и Крисс Строукс) | Tushy Raw V6 (за сцену Tight and Ready)  |
| 2020 | NightMoves Award | Победа    | Лучший анальный фильм                                                        | Tushy Raw V12                            |
| 2020 | XRCO Award       | Номинация | Лучший анальный сериал                                                       | Tushy Raw                                |
| 2021 | AVN Award        | Номинация | Лучший анальный сериал или сайт                                              | Tushy Raw V.                             |
| 2021 | NightMoves Award | Победа    | Лучший анальный фильм                                                        | Tushy Raw V19                            |
| 2021 | XBIZ Award       | Победа    | Гонзо-сериал года                                                            | Tushy Raw                                |
| 2021 | XBIZ Award       | Номинация | Гонзо-фильм года                                                             | Tushy Raw V9                             |
| 2021 | XBIZ Award       | Номинация | Гонзо-фильм года                                                             | Tushy Raw V11                            |
| 2021 | XRCO Award       | Номинация | Лучший анальный сериал                                                       | Tushy Raw                                |
| 2021 | XRCO Award       | Победа    | Лучший гонзо-сериал                                                          | Tushy Raw                                |
| 2022 | AVN Award        | Номинация | Лучшая анальная сцена (Эльза Джин и Оливер Флинн)                            | Tushy Raw V22 (за сцену Blonde Ambition) |
| 2022 | AVN Award        | Победа    | Лучший анальный сериал или канал                                             | Tushy Raw V.                             |
| 2022 | NightMoves Award | Номинация | Лучший только секс/гонзо-фильм                                               | Tushy Raw V35                            |
| 2022 | XBIZ Award       | Победа    | Гонзо-сериал года                                                            | Tushy Raw                                |
| 2022 | XBIZ Award       | Номинация | Лучшая сцена секса — гонзо (Белла Ролланд и Дана Деармонд)                   | Tushy Raw V21                            |
| 2022 | XBIZ Award       | Номинация | Лучшая сцена секса — гонзо (Кира Нуар и Мик Блу)                             | Tushy Raw V23                            |
| 2022 | XRCO Award       | Номинация | Лучший анальный сериал                                                       | Tushy Raw                                |
| 2023 | AVN Award        | Победа    | Лучший анальный сериал или канал                                             | Tushy Raw                                |
| 2023 | XBIZ Award       | Номинация | Гонзо-сериал года                                                            | Tushy Raw                                |
| 2023 | XRCO Award       | Номинация | Лучший анальный сериал                                                       | Tushy Raw                                |
| 2023 | XRCO Award       | Номинация | Лучший гонзо-сериал                                                          | Tushy Raw                                |
| 2024 | AVN Award        | Победа    | Лучший анальный сериал или канал                                             | Tushy Raw                                |
| 2024 | XBIZ Award       | Номинация | Гонзо-сериал года                                                            | Tushy Raw                                |
| 2024 | XRCO Award       | Номинация | Лучший анальный сериал                                                       | Tushy Raw                                |
| 2025 | AVN Award        | Победа    | Лучший анальный сериал или линейка в произвольном формате                    | Tushy Raw                                |
| 2025 | XMA Award        | Победа    | Гонзо-сериал года                                                            | Tushy Raw                                |
| 2025 | XRCO Award       | Победа    | Лучший анальный сериал                                                       | Tushy Raw                                |
| 2025 | XRCO Award       | Номинация | Лучший гонзо-фильм                                                           | Tushy Raw V70                            |